# 青梅市立成木小学校
青梅市立成木小学校（おうめしりつなりきしょうがっこう）は、東京都青梅市成木3丁目にある公立小学校。

## 概要
青梅市北部の成木地区の過疎化と少子化の進行に伴い、旧青梅市立第八小学校、旧青梅市立第九小学校（後の上成木ふれあいセンター ※廃止）、旧青梅市立第十小学校（後の北小曽木ふれあいセンター ※廃止）を1996年4月1日に統合、第八小学校の校舎を成木小学校としたものである。
2006年に創立10周年を迎えたものの、少子化の更なる進行によって平成19年度の児童数は全校合わせても70人台という小規模校（青梅市小規模特別認定校の制度を導入している小学校）となっている。

## 沿革
- 1996年（平成8年）
  - 4月1日 - 青梅市立第八小学校、第九小学校、第十小学校が統合し、現在地に本校創立。
  - 4月6日 - 開校式と第1回入学式及び最初の始業式を挙行。児童数124名、学級数6学級、職員数20名でスタートを切った。なお、旧第九小学校と旧第十小学校の学区域（成木6～8丁目）から通う児童はバスによる通学となる。
  - 7月1日 - 校章を制定し、この日を開校記念日と定めた。
  - 11月5日 - 校歌を制定し、発表会開催。
- 1997年（平成9年）
  - 2月8日 - 旧第八小学校閉校記念碑を建設。
  - 3月24日 - 第1回卒業式挙行、最初の卒業生は24名。
- 1998年（平成10年）9月1日 - 新校舎落成し、使用開始。
- 1999年（平成11年）11月22日 - コンピュータ室に新機種コンピュータ8台導入。
- 2000年（平成12年）
  - 3月6日 - 校庭整備改修により100m直走路完成し、使用開始。
  - 10月23日 - 体育館改修工事開始。
- 2001年（平成13年）12月4日 - 体育館完成お祝いの会（児童）開催し、使用開始。
- 2002年（平成14年）1月26日 - 体育館落成記念式典挙行し、祝賀会開催。
- 2006年（平成18年）7月10日 - 10周年記念式典挙行。
- 2009年（平成21年）4月1日 - 小規模特別認定校制度導入。
- 2010年（平成22年）4月1日 - 青梅市立成木小学校スクールバス導入。
- 2011年（平成23年）7月 - この月から9月まで、校舎耐震補強工事。
- 2013年（平成25年）
  - 7月 - 歴史資料室展示工事。
  - 10月18日 - 「成木小 歴史資料室」リニューアル展示会。
- 2016年（平成28年）7月5日 - 開校20周年をお祝いする会開催。

## 通学区域
- 成木（1丁目～8丁目）[2]

## 進学先中学校
- 青梅市立第七中学校（学区が本校と同一[2]）

## 学校周辺
- 埼玉県道・東京都道193号下畑軍畑線
- 成木川

## アクセス
- 都営バス「梅74」系統（成木循環）で、「成木小学校前」バス停下車。
- JR青梅線
  - 青梅駅から、都営バス「梅74甲」系統で、「成木小学校前」バス停下車。
  - 河辺駅から、都営バス「梅74乙」系統で、「成木小学校前」バス停下車。
    - なお、「梅74甲」・「梅74乙」の両系統は、青梅線東青梅駅前を経由する。